# المعيذر الجنوبي (وادي الدواسر)
المعيذر الجنوبي، هي قرية من فئة (أ) تقع في محافظة وادي الدواسر، والتابعة لمنطقة الرياض في السعودية. وتبعد المعيذر الجنوبي عن محافظة وادي الدواسر بمسافة تقارب () كم.